# Ageratina astellera
Ageratina astellera là một loài thực vật có hoa trong họ Cúc. Loài này được (B.L.Turner) B.L.Turner mô tả khoa học đầu tiên năm 1987.